# Renfe série 277

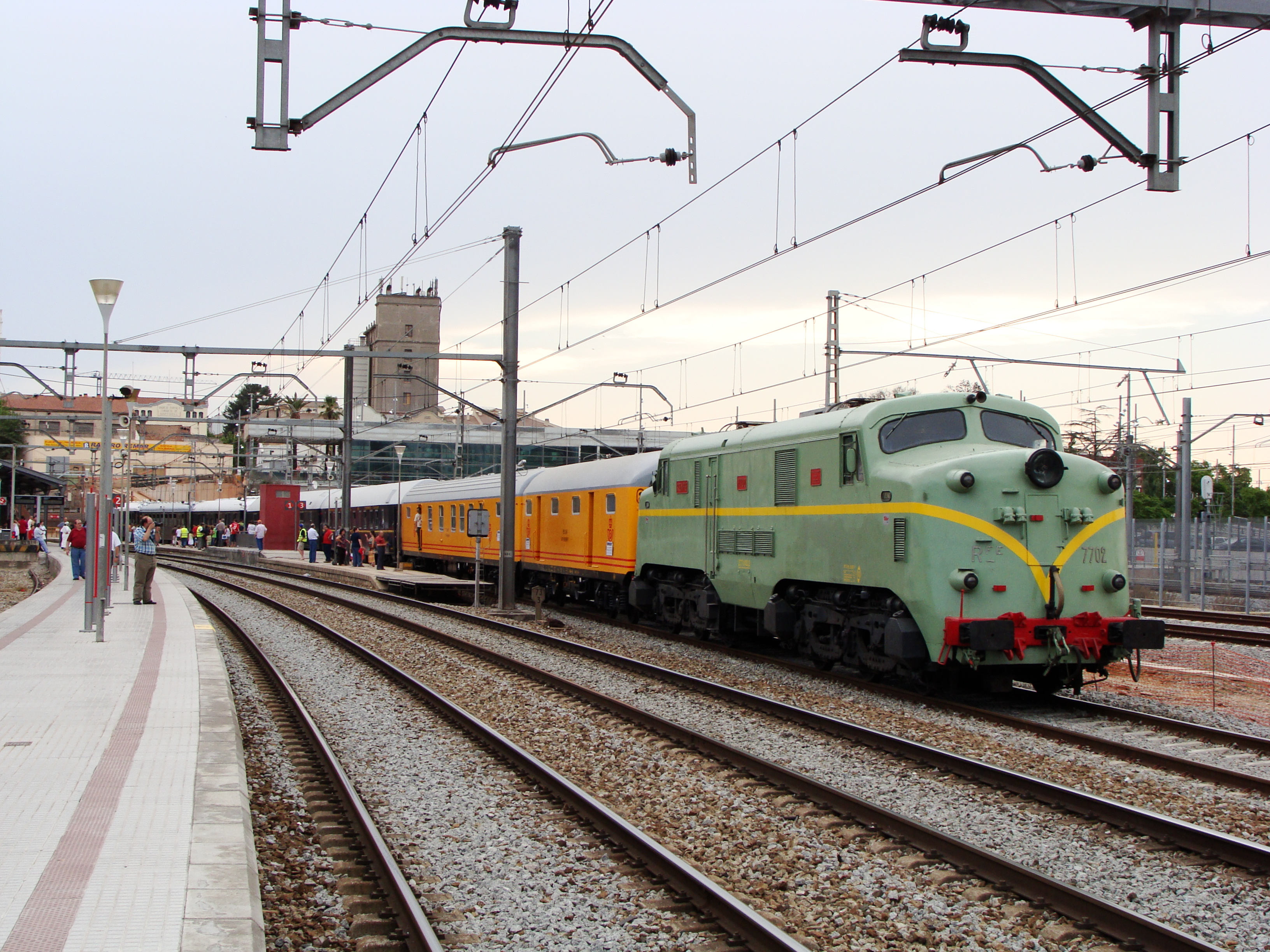
Train commémoratif du de l'arrivée de la traction électrique à Martorell.

La série 277 de la Renfe (originellement dénommée série 7700) est une série de locomotives électriques de fabrication anglaise livrées à partir de 1952.
Cette série de locomotives, apparue à l'époque des machines à vapeur, a représenté une réelle avancée du point de vue du confort pour les machinistes. 
Elles ont été utilisées principalement pour le transport de marchandises. Elles pouvaient être utilisées en unités multiples. Leur puissance de 2 209 kW leur permettait de rouler à 110 km/h. Elles étaient adaptées aux lignes électrifiées de montagne, comme la ligne Venta de Baños - Gijón qui traverse la cordillère Cantabrique par le tunnel de La Perruca de 3,1 km de long sous le col de Pajares, ou encore la rampe de Brañuelas sur la ligne de León à La Corogne.
Ces locomotives ont été retirées du service à la fin des années 1970 ; 5 exemplaires ont été conservés :
- 277-002 : cédée en état de marche à l'Asociación Zaragozana de Amigos del Ferrocarril y Tranvías.
- 277-022 : cédée en état de marche au Museo del Ferrocarril de Monforte de Lemos,
- 277-047 : cédée au Museo del Ferrocarril de Asturias, Gijón,
- 277-066 : cédée en état de marche à l'Asociación Leonesa de Amigos del Ferrocarril.

La 277-006 fournit en pièces de rechange la 277-022.